# Кадетская часовня Академии ВВС США
Кадетская часовня Академии ВВС США (англ. United States Air Force Academy Cadet Chapel) — здание в стиле модернизм, построенное в период с 1959 по 1962 год, принадлежит Академии ВВС США, находится на кадетской территории академии ВВС США чуть севернее города Колорадо-Спрингс, штат Колорадо, США. Первоначально вызвав множество разногласий в связи со своей необычной архитектурой, в 1996 году часовня получила «Четвертьвековую награду» от Американского института архитекторов, а в 2004 году была включена в список национальных исторических памятников.

## Описание
Одним из наиболее неожиданных решений в конструкции часовни является 17 шпилей, причём первоначально их планировалось 19, но это число было немного сокращено по экономическим соображениям. Конструкция состоит из 100 одинаковых трубчатых тетраэдров, каждый длиной по 23 метра и весом по 5 тонн, покрытых алюминиевыми панелями. Расстояние между тетраэдрами составляет около 30 сантиметров, оно закрыто цветным стеклом толщиной 25 миллиметров. С южной стороны здания, где находится главный вход, внутрь ведёт широкая гранитная лестница. Двери и окна сделаны из позолоченного алюминия. Стоимость строительства составила около 3,5 млн долларов. Почти вся мебель часовни, орга́ны, элементы украшения и оформления были пожертвованы частными лицами и организациями.
Архитектор Уолтер Нетч, работающий в архитектурном бюро Skidmore, Owings & Merrill, при проектировании этой часовни многое взял из французской Сент-Шапель и итальянской Сан-Франческо В часовне под одной крышей на двух этажах расположены четыре отдельные зоны для богослужений трёх религий. Весь второй этаж отдан под протестантскую зону, на первом этаже находятся католическая и иудейская зоны, а также небольшая буддистская комната. Ко всем этим зонам есть отдельные входы, поэтому ничто не мешает вести одновременные богослужения.
Протестантская зона является самой большой: она имеет примерный размер 20 на 51 метр, высота достигает 29 метров, а рассчитана она на 900—1200 прихожан. Орга́н имеет 4334 трубы.
Католическая зона имеет примерный размер 17 на 34 метра, высота достигает 6 метров, а рассчитана она на 500 прихожан. Орга́н имеет 1950 труб.
Иудейская зона круглой формы, её диаметр примерно равен 13 метров, высота помещения 6 метров, а рассчитана она на 100 прихожан. В ней хранится Тора, спасённая от фашистов во время Второй мировой войны: свиток был найден в 1989 году в Польше на заброшенном военном складе.
Буддистская комната имеет площадь меньше 28 квадратных метров, появилась она лишь в 2007 году. Комната оформлена деревом ценных пород из Японии, фигура Будда привезена из Бирмы, кадило из Китая.
Рядом с часовней в мае 2011 года открылся «Соколиный круг» — композиция в виде двойного кольца из крупных камней, которые были перемещены сюда с близлежащего холма, где они вследствие эрозии грозили обрушиться на здания Академии. В Круг приходят последователи таких экзотических верований как викка, язычество и друидизм. На обустройство этого места было потрачено около 50 тысяч долларов: укладка тротуарных плит, создание очага для костра, установка камер наружного видеонаблюдения.
Кроме того, в часовне есть несколько небольших комнат, намеренно лишённых всякой религиозной атрибутики: там могут совершать свои обряды люди, которые верят в других богов, чаще всего там бывают кадеты-мусульмане.

## Галерея

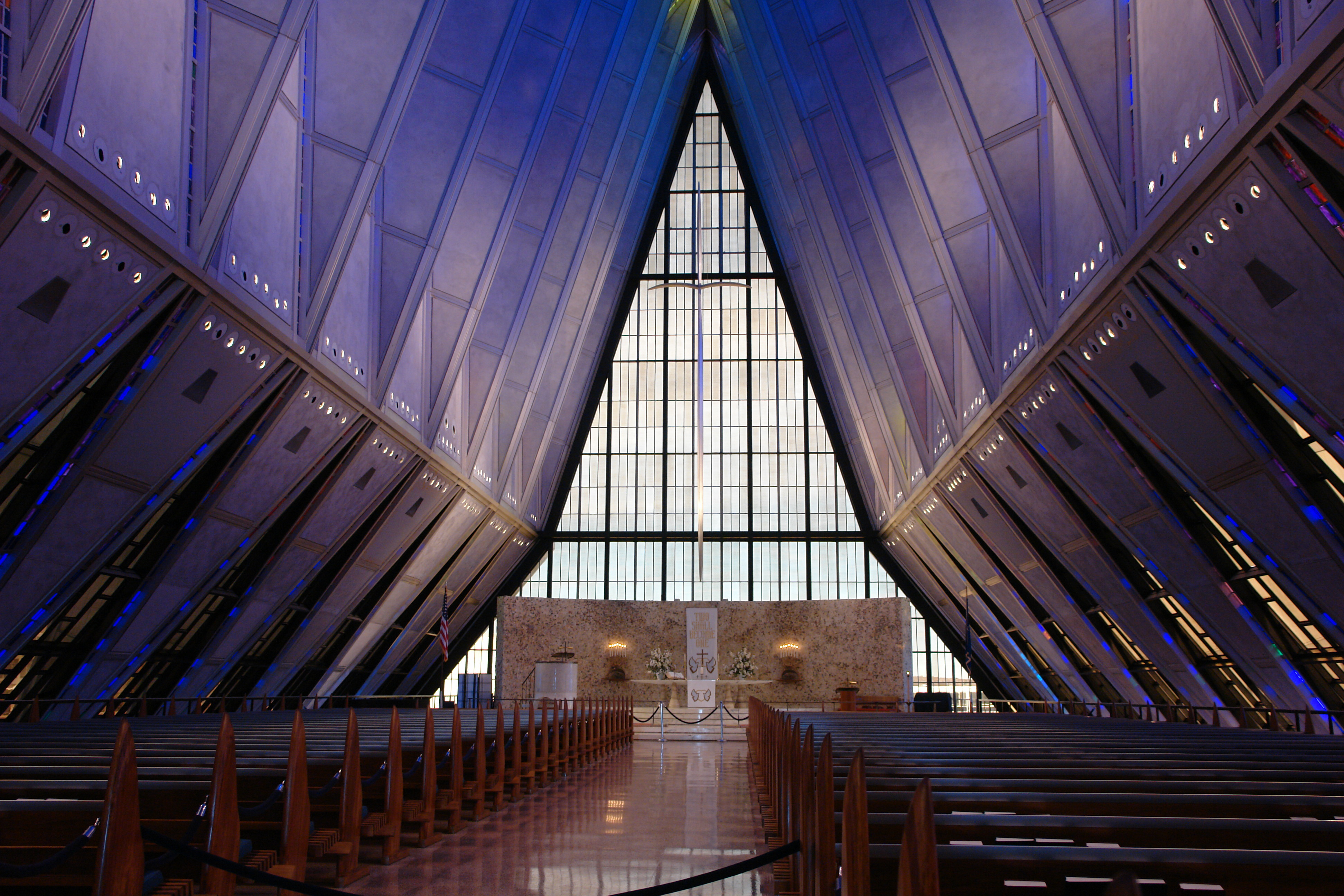
Протестантская зона
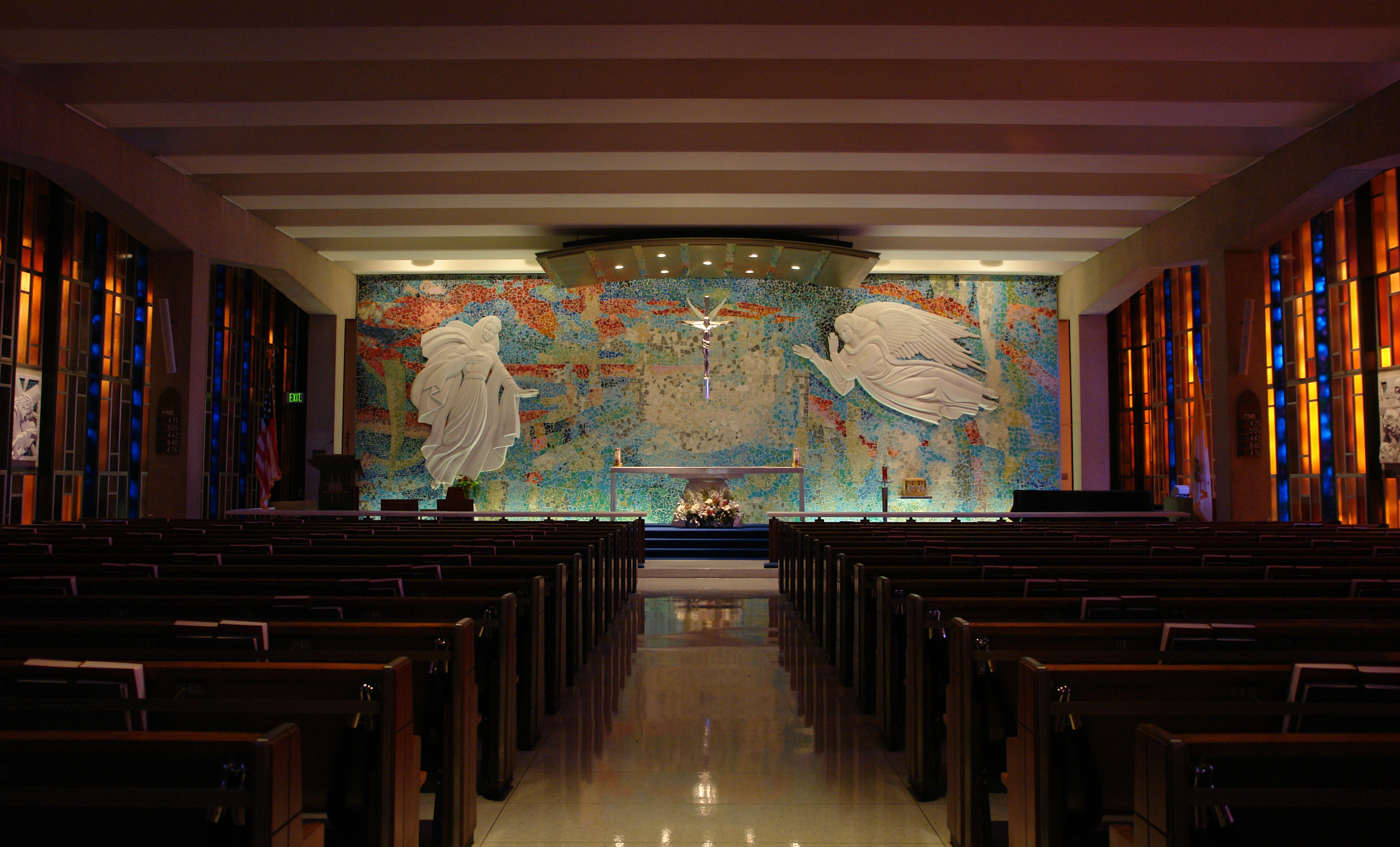
Католическая зона
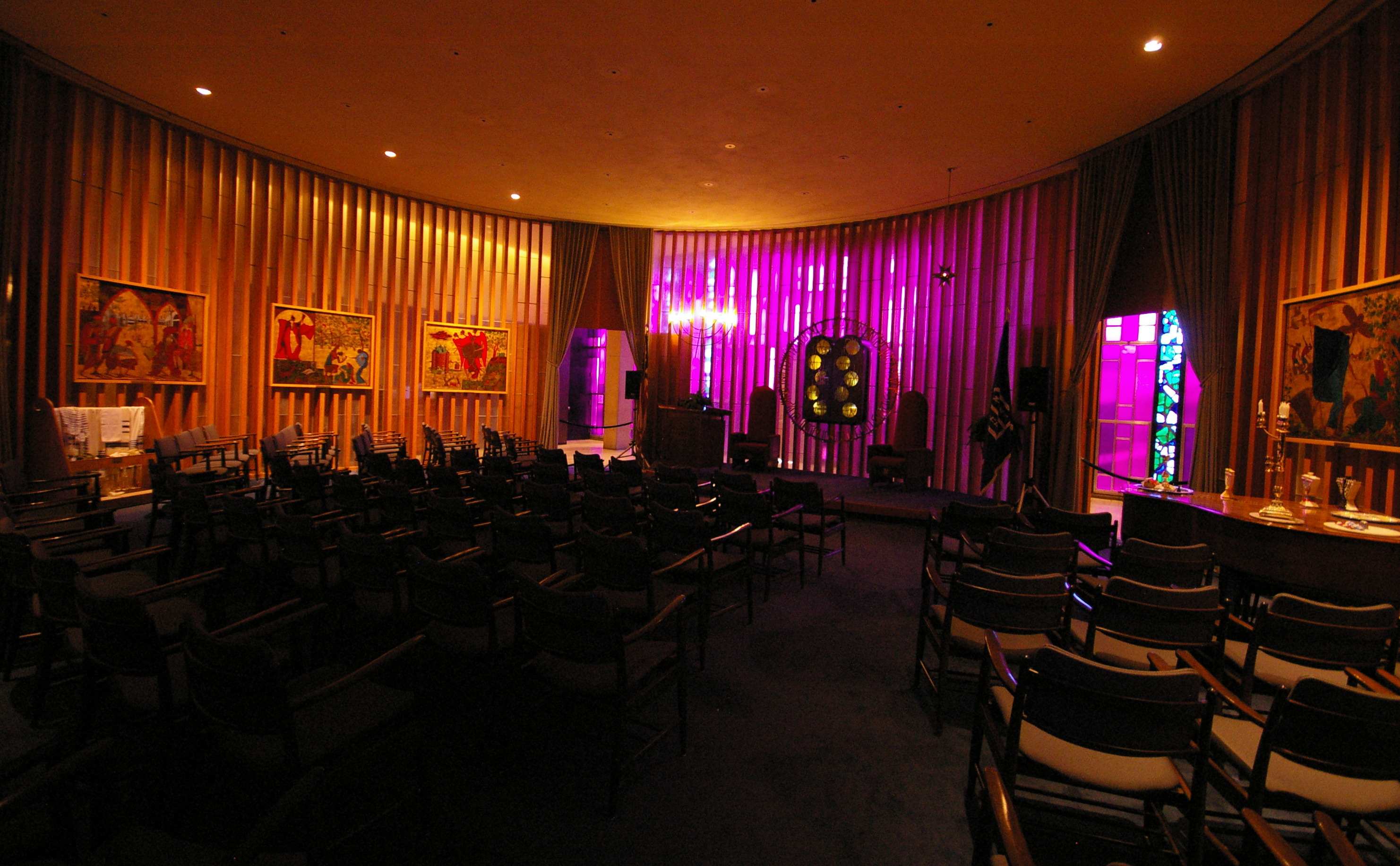
Иудейская зона
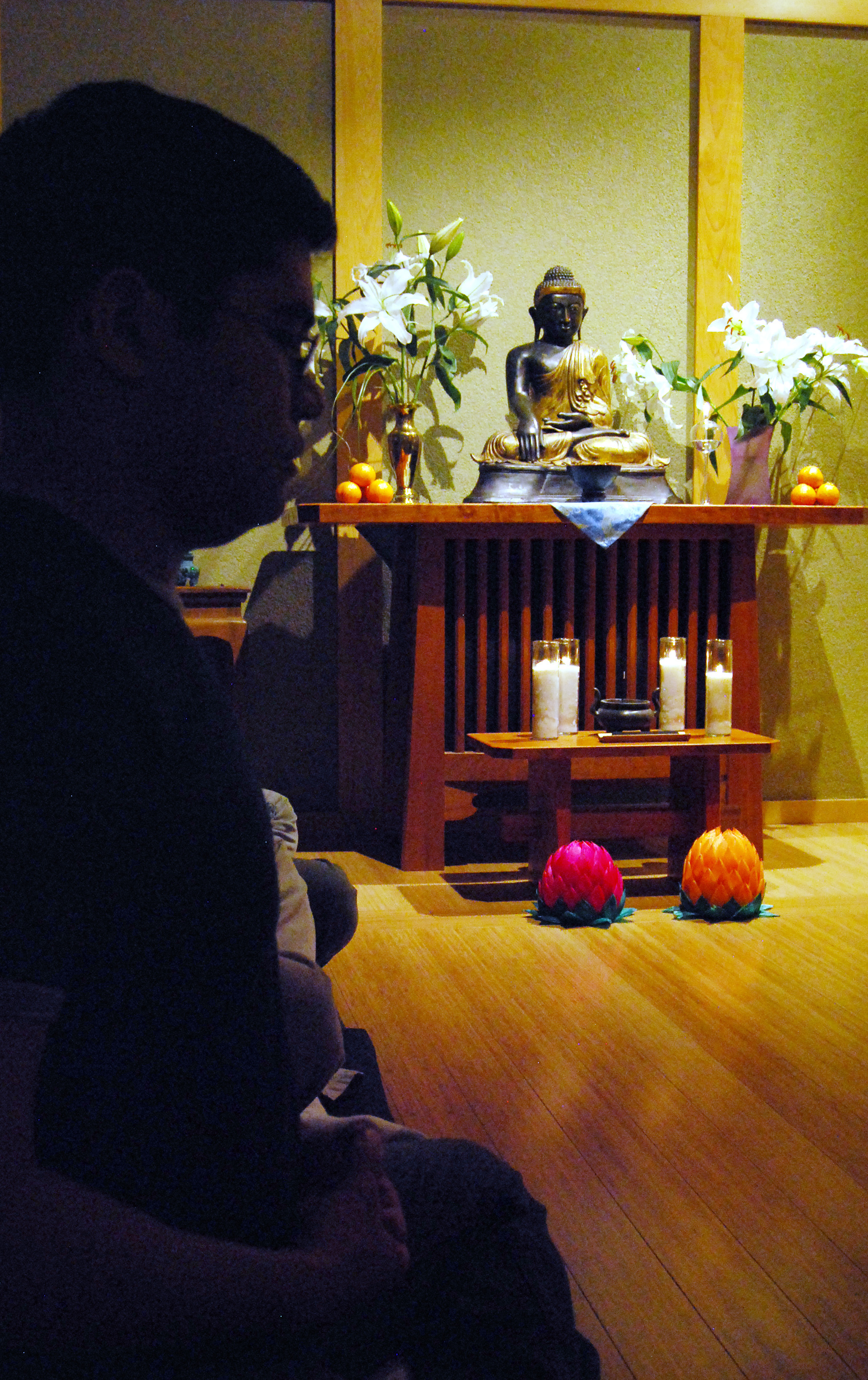
Буддистская комната
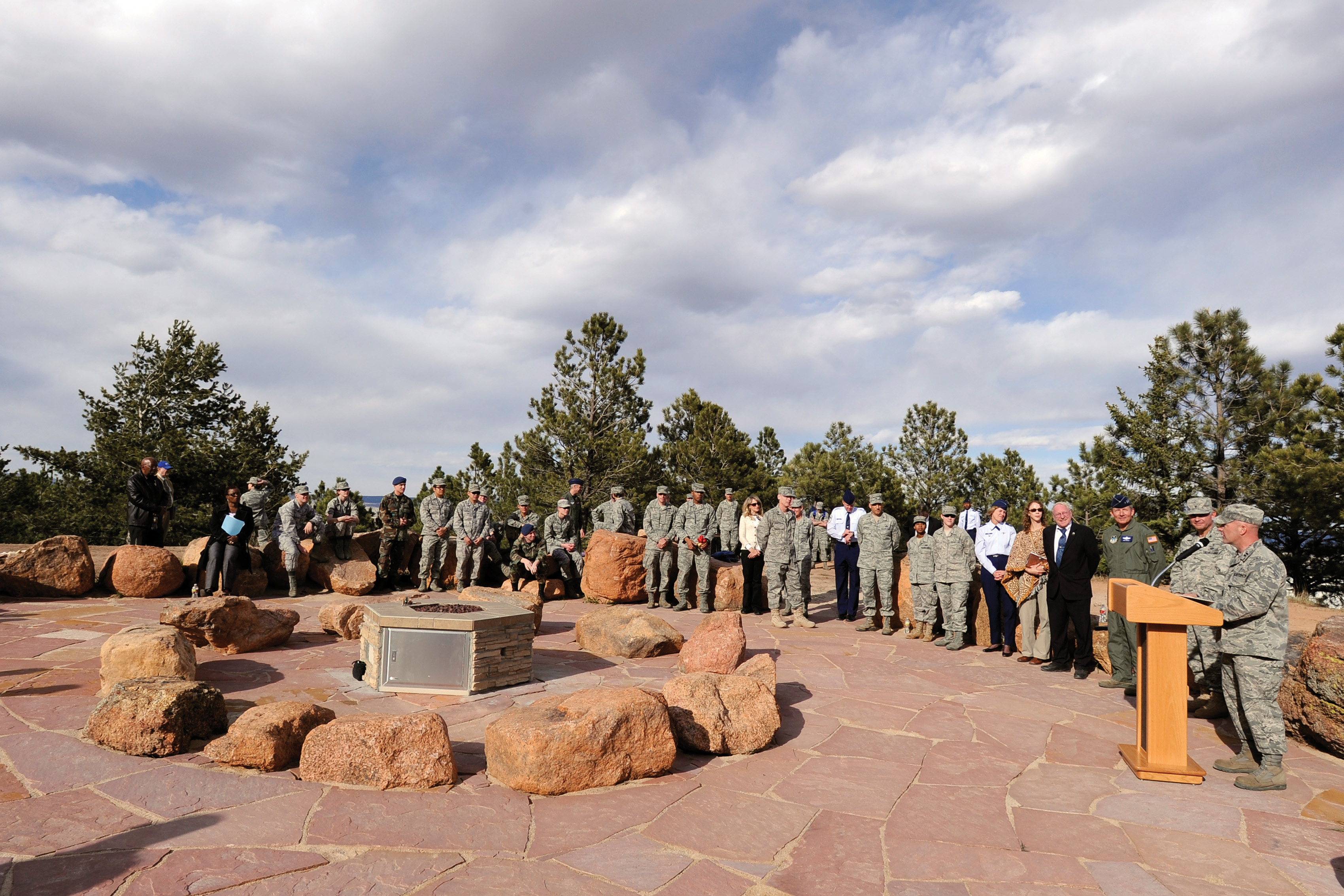
«Соколиный круг»
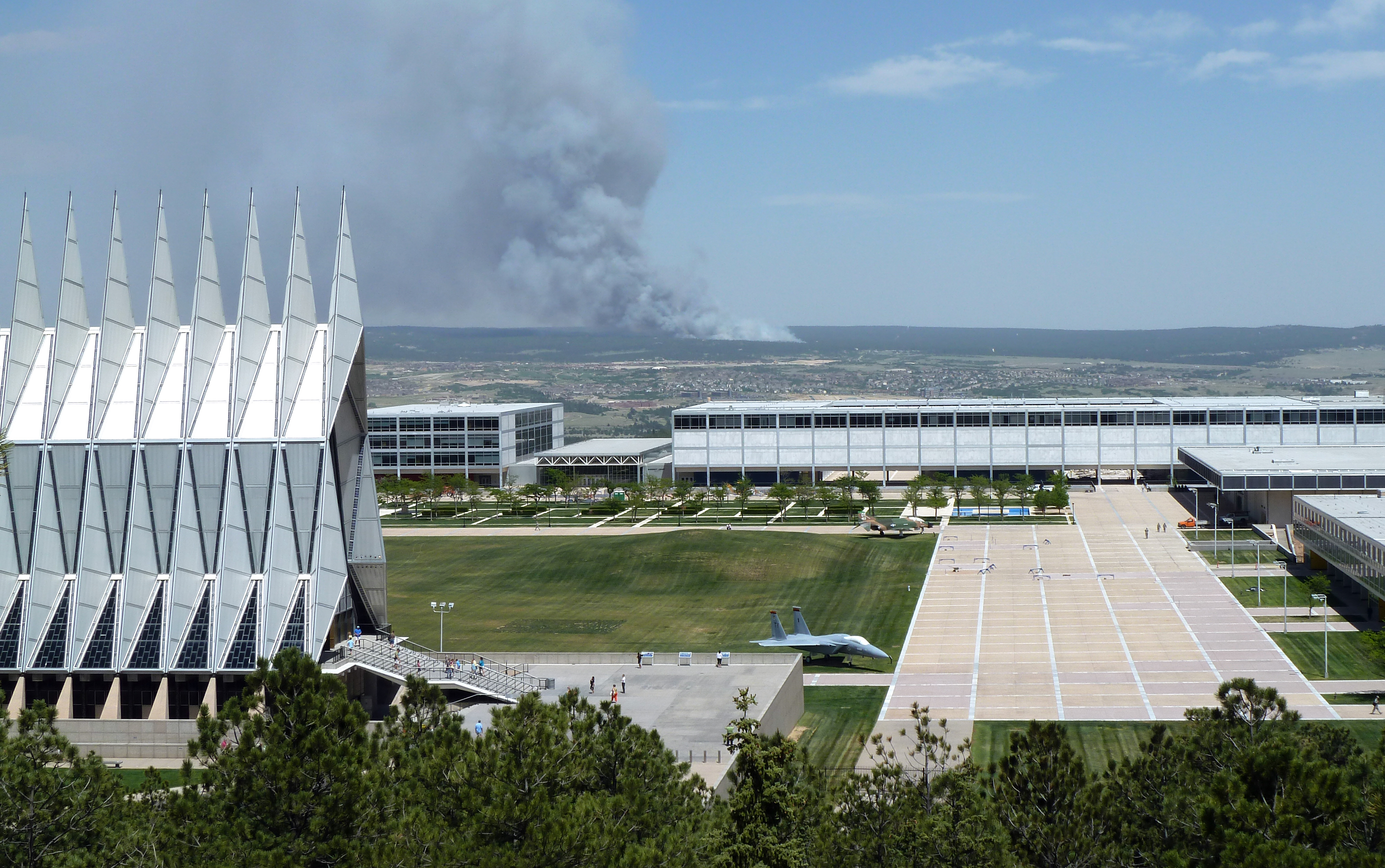
Часовня на фоне лесного пожара (июнь 2013)